# Stortjärnen (Arvidsjaurs socken, Lappland, 726805-164758)
Stortjärnen är en sjö i Arvidsjaurs kommun i Lappland och ingår i Byskeälvens huvudavrinningsområde. Sjön har en area på 0,368 kvadratkilometer och ligger 454,2 meter över havet.

## Delavrinningsområde
Stortjärnen ingår i det delavrinningsområde (727132-164403) som SMHI kallar för Utloppet av Järtajaure. Medelhöjden är 499 meter över havet och ytan är 51,45 kvadratkilometer. Räknas de 4 avrinningsområdena uppströms in blir den ackumulerade arean 96,66 kvadratkilometer. Svärdälven som avvattnar avrinningsområdet har biflödesordning 2, vilket innebär att vattnet flödar genom totalt 2 vattendrag innan det når havet efter 177 kilometer. Avrinningsområdet består mestadels av skog (67 procent) och sankmarker (18 procent). Avrinningsområdet har 2,73 kvadratkilometer vattenytor vilket ger det en sjöprocent på 5,3 procent.